# Petelini Montes
Els Petelini Montes (grec antic: τὰ Πετηλῖνα ὄρη) eren un grup de muntanyes del Brútium, als Apenins, esmentades per Plutarc, on Espàrtac es va retirar després de ser derrotat per Crassus. Es trobaven entre Petèlia i Consèntia.